# Яшин Олег Олегович
Олег Олегович Яшин (рос. Олег Олегович Яшин; 3 грудня 1990, м. Воскресенськ, СРСР) — російський хокеїст, лівий нападник. Виступає за «Атлант» (Митищі) у Континентальній хокейній лізі. 
Вихованець хокейної школи «Хімік» (Воскресенськ), перший тренер — Олег Яшин-ст. Виступав за «Атлант» (Митищі), «Митищінські Атланти», «Титан» (Клин), ХК «Рязань», «Локо» (Ярославль), «Локомотив» (Ярославль). 
У чемпіонатах КХЛ — 134 матчі (11+9), у плей-оф — 5 матчів (1+0).